# Temnora peckoveri
Temnora peckoveri là một loài bướm đêm thuộc họ Sphingidae. Loài này có ở Madagascar.
The forewing upperside is very similar to Temnora fumosa fumosa, nhưng màu nền nâu đậm hơn.